# Steinortolan
Der Steinortolan (Emberiza buchanani) ist eine Vogelart aus der Familie der Ammern (Emberizidae), die in trockenen Bergregionen Zentralasiens brütet und in Indien überwintert.

## Merkmale

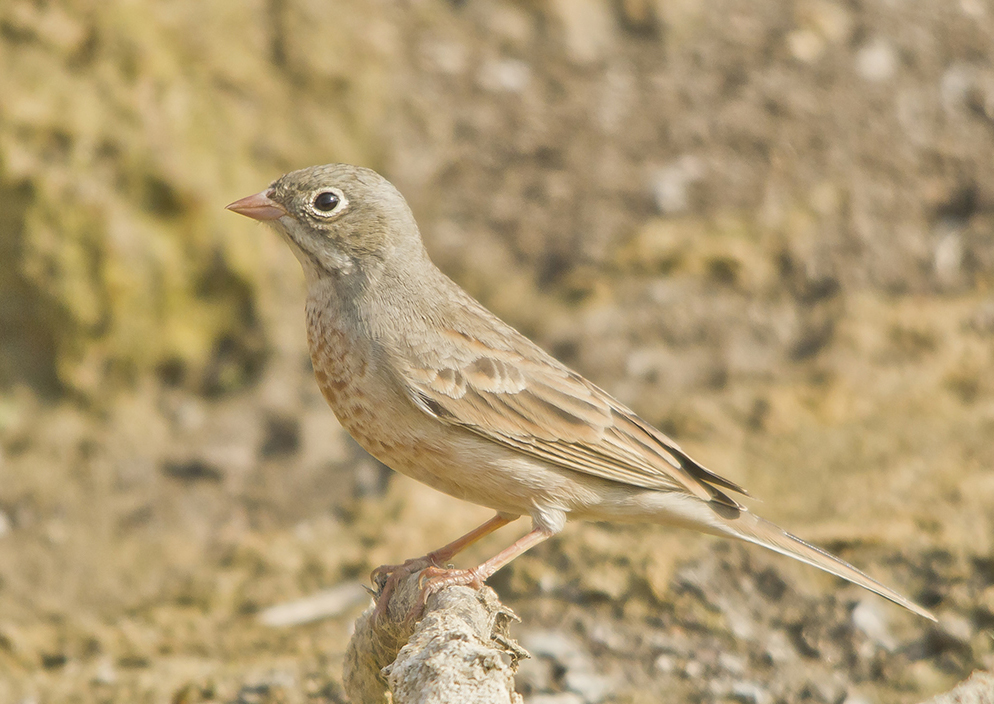
Adulter Steinortolan in Rajkot, Indien

Der Steinortolan erreicht eine Länge von etwa 15–16 cm. Es handelt sich um eine mittelgroße, schlanke, langschwänzige Ammer mit gräulichem Kopf und auffälligem Augenring, die im Vergleich mit anderen Vertretern ihrer Gattung einen verhältnismäßig langen, schlanken Schnabel ohne dunkle Spitze aufweist. Er ähnelt dem Ortolan und dem Grauortolan.

### Beschreibung
Adulte Männchen im Brutkleid verfügen über einen rosa-orangen Schnabel und eine dunkelbraune Iris. Sie haben einen bläulichgrauen Scheitel, Überaugenbereich, Zügel und Ohrdecken mit höchstens schwacher, blasser Streifung. Der Unterbartstreif und die Kehle sind weiß oder lederfarben mit rotbraunen Flecken. Sie haben einen undeutlichen, blassgrauen oder bräunlichen Wangenstreif. Der Nacken ist etwas blasser als der Scheitel, was zum Sandbraun des Mantels mit schwachen dunkelbraunen Streifen und zum ungestreiften Sandgrau des Rückens und Bürzels übergeht. Zur blassen Rückenfärbung kontrastieren die rötlichbraunen, dunkel gestreiften Schultern. Die Oberschwanzdecken sind bräunlicher und wieder schwach gestreift. Von den abgerundeten Schwanzfedern sind die zentralen braun mit sehr schmalen rötlichbraunen Rändern und die mittleren schwärzlich braun. Beidseitig ist die zweitäußerste Feder in der äußeren Hälfte weiß, in der inneren schwarz und die äußerste Feder in den äußeren zwei Dritteln weiß, im inneren Drittel schwarz, wobei die Farbübergänge jeweils schief sind. Die Unterschwanzdecken sind blass gelblichbraun. Die Randdecken sind sandbraun. Die mittleren und großen Armdecken sowie die Alula sind schwärzlichbraun mit lederfarbenen Federspitzen und zwei rotbraunen hellen Flügelfedern. Die Handdecken sind blassbrauner. Die Schirmfedern sind dunkelbraun und weisen das für Ammern typische Muster mit breiten lederbraunen Federsäumen an der äußeren Hälfte der Außenfahnen auf, wohingegen die Federränder an den Innenfahnen schmal sind. Die Hand- und Armschwingen sind dunkelbraun mit schmalen blassen Federsäumen an den Außenfahnen. Die Brust ist innen weinfarben-rotbraun mit weißen Federsäumen, nach außen hin wird sie gefleckter. Bauch und Flanken sind rosa bis lederfarben mit schwacher Fleckung auf ersterem. Die Beine sind rosa-orange mit bräunlichem Anflug. Im Winterkleid der Männchen tritt eher eine Scheitel- und Nackenstreifung auf, die Oberseite ist etwas sandfarbener, die Brustfärbung wird von blassen Federsäumen verdeckt und die Flügelfelder sind breiter und diffuser. Junge Männchen im ersten Winter ähneln adulten Vögeln, haben aber auf der Brust eine rotbraune Fleckung mit einzelnen dunkleren Punkten, spitzere Schwanzfedern sowie noch juvenile große Armdecken mit deutlicheren, helleren, aber schmaleren Federsäumen, die ein schmaleres, helleres und niedrigeres Flügelfeld bilden.
Adulte Weibchen im Brutkleid sind manchmal von adulten Männchen nicht zu unterscheiden. Häufig haben sie jedoch eine deutlichere Streifung der ansonsten blasseren Scheitel- und Nackenfedern. Der Mantel ist manchmal undeutlicher gestreift und kaum vom Nacken abgegrenzt. Außerdem ist die Brustfärbung häufig blasser und weniger rotbraun mit deutlicheren hellen Federrändern. Im Winterkleid sind Weibchen mit jungen Männchen zu verwechseln, haben aber deutlichere Scheitel- und Mantelstreifen, bräunlichere und schwächer kontrastierende Schultern sowie weniger abgenutzte große Handdecken. Junge Weibchen sind schließlich von jungen Männchen kaum mehr unterscheidbar, wenngleich sie am Scheitel und Nacken durchschnittlich bräunlicher sind.
Jungvögel im Jugendkleid haben einen sandgrauen Scheitel, der schwach gestreift ist. Es gibt höchstens einen schwach ausgeprägten Überaugenstreif. Die Ohrdecken sind einfarbig sandbraun. Der Unterbartstreif und die Kehle sind blass lederfarben. Der Wangenstreif ist sehr undeutlich. Der Nacken ist etwas blasser als der Scheitel und der anschließende sandbraune, diffus gestreifte Mantel. Rücken und Bürzel sind einfarbig sandgrau, während die Oberschwanzdecken wieder bräunlicher mit dunklen Streifen sind. Die äußeren Schwanzfedern haben anfangs weiße Spitzen, die aber nach kurzer Zeit verschwinden. Die Unterschwanzdecken sind blass gelblichbraun, manchmal mit schmalen, dunklen Streifen. Die kleinen Armdecken sind sandgrau, die mittleren und großen deutlicher schwärzlichbraun als bei adulten Vögeln und mit lederfarbenen Federsäumen. Die Außenfahne der Alula hat recht breite blasse Federränder. Die Schirmfedern sind dunkelbraun mit rosa-lederfarbenen, mit der Zeit zu weiß ausbleichenden Säumen. Der restliche Flügel ähnelt dem der Altvögel. Die Brust ist lederfarben mit braunen Streifen und einigen rotbraunen und schwärzlichen Punkten. Bauch und Flanken sind rosa-lederfarben gefleckt.

### Abgrenzung der Unterarten
Die Unterarten sind morphologisch oft nicht sicher abzugrenzen. E. b. cerrutii unterscheidet sich von der oben beschriebenen Nominatform E. b. buchanani durch eine durchschnittlich dunklere und ausgedehntere rotbraune Brustfärbung, die weniger zum Baum kontrastiert, eine bräunlichere Mantelfärbung sowie eine ausgedehntere rotbraune Schulterfärbung. Zwischen türkischen und südiranischen Populationen besteht wohl ein deutlicher Gefiederunterschied. E. b. neobscura hat im Vergleich zur Nominatform eine insgesamt dunklere Oberseite, einen gräulicheren Scheitel und einen olivfarbeneren Mantel.

### Artabgrenzung
Der Steinortolan kann aufgrund des recht einfarbig grauen Kopfs und des deutlichen Augenrings von den meisten anderen Arten außer dem Ortolan und Grauortolan leicht unterschieden werden. Im Vergleich zu diesen hat er einen etwas längeren Schnabel und Schwanz. Außerdem gibt es keine klare farbliche Trennung zwischen Brust und Bauch, während beim Ortolan und Grauortolan die graue oder grünliche Brust mit dem rötlichen Bauch kontrastiert. Diese haben zudem einen stärker gestreiften und weniger blassen Mantel. Der Grauortolan ist am Bauch stärker gefleckt als der Steinortolan und hat im Gegensatz zu ihm einen hell rötlichbraunen statt sandgrauen Bürzel. Ferner ist beim Ortolan und Grauortolan der Kontrast zwischen Schultern und Mantel nicht so deutlich.
In unausgefärbten Kleidern ähneln sich die drei Arten noch stärker. Jedoch hat der Steinortolan einen undeutlicheren Bartstreif, eine schwächere Streifung der Oberseite und Brust und insgesamt ein einfarbigeres Erscheinungsbild. Im Vergleich zum Ortolan hat er eine rosa-rötlichbraun statt gelblich getönte Kehle und im Gegensatz zum Grauortolan keinen rötlichbraunen Bürzel und After.
Die drei Arten können auch anhand des Gesangs unterschieden werden, mehr dazu siehe Abschnitt Stimme.
Steinortolane im Jugendkleid können darüber hinaus mit juvenilen Türkenammern verwechselt werden, unterscheiden sich aber durch den rosafarbenen statt grauen, schlankeren Schnabel mit geradem Schnabelrücken und einem rostbraunen Anflug auf der Unterseite, die bei der Türkenammer schmutzigweiß ist.

## Stimme
Steinortolane tragen ihren Gesang vom Boden, einem leicht erhöhten Punkt wie einem Stein oder seltener einem Busch, oder von einer höheren Singwarte wie einer Felsspitze vor.
Der Gesang ist eine einfache, recht schnelle, kurze, schrille oder heisere Tonabfolge mit mechanischem Klang, die aus einigen hohen oder ansteigenden und einigen tieferen Tönen besteht und in verschiedenen Variationen vorgetragen wird. Er ähnelt dem des Ortolans und des Grauortolans, ist aber meist durch eine extrem kurze Pause in zwei Abschnitte unterteilt, von denen der zweite gewöhnlich kürzer ist. Die Abschnitte steigen meist in der Tonhöhe bis zum vorletzten Ton an und fallen zum letzten Ton merklich ab. Der Gesang kann mit „dzeee-zeee-zeeeo zee-zee-deo“ oder „srisrisrisri sru-sru-sreh sru“ wiedergegeben werden. Vögel der Mongolei haben einen abweichenden Gesang, bei dem der zweite Abschnitt von tieferer Tonhöhe ist („ti-ti-ti tiu-tiu-tiuu u“). Außerdem gibt es Variationen, die dem Gesang der Türkenammer ähneln, weswegen in den Gebieten des sympatrischen Vorkommens diesbezüglich eine Verwechslungsgefahr besteht. Meist beginnt der Gesang der Türkenammer aber langsamer und endet mit einigen sehr schnellen, abwärtsgerichteten Tönen.
Das Rufrepertoire umfasst ein „tcheup“ oder „chep“, das sowohl im Flug als auch am Boden abgegeben wird, als reinen Flugruf ein weiches „tsip“, und ein hohes, scharfes „zrip“. Diese Rufe werden auch kombiniert und variiert.

## Verbreitung und Wanderungen
Der Steinortolan brütet im (süd-)östlichen Anatolien auf dem Staatsgebiet der östlichen Türkei, Aserbaidschans und Armeniens, im Elburs- und Zagros-Gebirge, in Bergregionen im südöstlichen Iran, Südturkmenistan, zentralasiatischen Gebirgen bis zum Westaltai und Gobi-Altai in der südwestlichen Mongolei sowie weiter südlich bis Zentralafghanistan und die Region von Quetta im nordwestlichen Pakistan. In den Brutgebieten ist er von Ende April oder Anfang Mai bis August oder spätestens Mitte September anwesend. Die Überwinterungsgebiete liegen in Indien von Gujarat über das zentrale Uttar Pradesh, östliche Maharashtra und nördliche Andhra Pradesh bis zum nördlichen Karnataka, wobei der Heimzug im März beginnt und meist Ende April abgeschlossen ist.

## Lebensraum
Der Steinortolan, der im Großteil seines Verbreitungsgebiets recht häufig ist, lebt an kargen, trockenen, felsigen und meist mit einigen Grasbüscheln bestandenen Hügel- und Berghängen, in Schluchten und auf Geröllhalden bis in über 3000 m Höhe. Er überwintert in trockenen, steinigen Halbwüsten und in Anbaugebieten.

## Ernährung
In der Brutzeit ernähren sich adulte Vögel vorwiegend von Wirbellosen wie Heuschrecken, Zikadenlarven, Käfer, Wanzen, Ameisen und Schnecken. Auch die Jungvögel werden insektivor ernährt. Außerhalb der Brutzeit ist die Ernährung vorwiegend pflanzlich und besteht hauptsächlich aus Samen, Knospen und Trieben verschiedener Pflanzen wie Gräser, Knöterichgewächse, Kreuzdorn und Wolfsmilch.

## Fortpflanzung

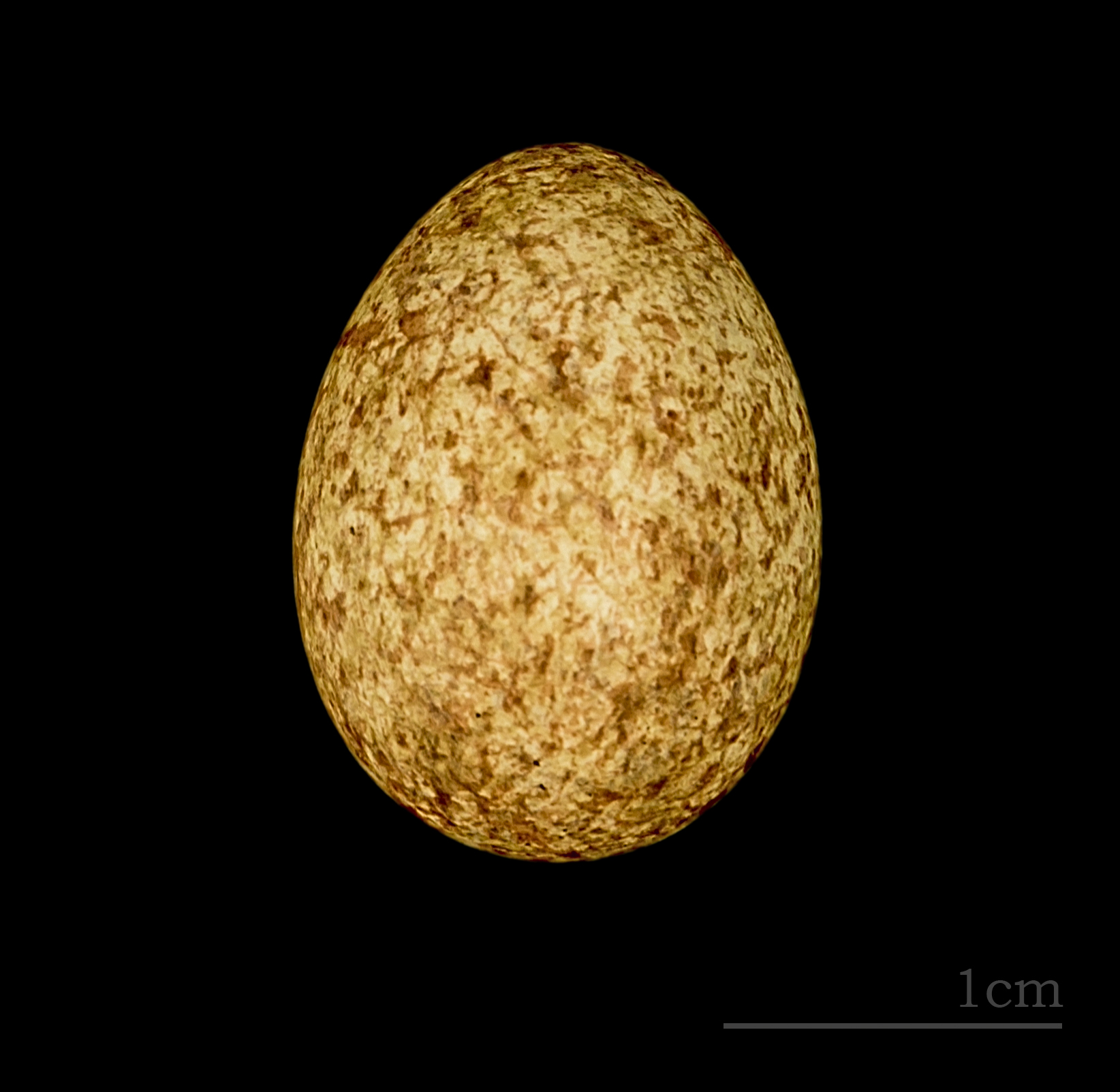
Ei des Steinortolans

Die Brutzeit beginnt meist in der ersten Maihälfte, an manchen Orten auch später. Das Nest wird an einem geschützten Ort am Boden, umgeben von Pflanzen oder Felsen, vermutlich alleine vom Weibchen errichtet. Es besteht aus Stängeln und Halmen und wird sorgfältig mit dünnen Grashalmen, Wolle und Haaren ausgekleidet. Das Gelege besteht aus vier bis fünf glänzenden Eiern, die von blau über grau bis rosa gefärbt sein können und vor allem am dickeren Ende mit vereinzelten lilafarbenen oder schokoladenbraunen Punkten, Flecken und Streifen überzogen sind. Das Weibchen übernimmt das Ausbrüten alleine, bei der Aufzucht der Jungen hilft auch das Männchen. Die Inkubationszeit sowie die Dauer bis zum Flüggewerden der Jungvögel sind nicht bekannt. Nach dem Ausfliegen werden diese nach etwa einer Woche selbstständig.

## Systematik und Taxonomie
Der Steinortolan wurde im Jahr 1844 vom englischen Zoologen Edward Blyth als Emberiza buchanani erstbeschrieben. Das Artepitheton ehrt den schottischen, in Indien und Nepal tätigen Geographen, Zoologen, Botaniker, Entdecker und Sammler Dr. Francis Buchanan-Hamilton (1762–1829), der von 1794 bis 1814 bei der East India Company als Chirurg tätig war.
Synonyme für Emberiza buchanani sind Emberiza huttoni und Emberiza cerruti.
Laut der IOC World Bird List 13.2 werden derzeit drei Unterarten anerkannt:
- E. b. cerrutii de Filippi, 1863 – Osttürkei bis Turkmenistan.[5] Synonymisiert mit E. huttoni.[2]
- E. b. buchanani Blyth, 1845 – Usbekistan und Tadschikistan bis Zentralafghanistan und westliches Zentralpakistan.[5]
- E. b. neobscura Paynter, 1970 – Kasachstan bis Mongolei und Nordwestchina.[5] Ursprünglich wurde sie als E. b. obscura beschrieben, was jedoch zur Verwechslung mit der gleichlautenden korsischen Populationslinie der Grauammer geführt hätte.[2]

## Gefährdungssituation und Bestand
Die Art wird in der Roten Liste der IUCN als nicht gefährdet (Least Concern) und ihr Bestandstrend als stabil eingestuft. Eine mögliche Bedrohung ist die Überweidung durch Nutztiere, was zu Habitatdegradation führen kann.